# Nicolas Mahudel
Nicolas Mahudel (Langres, 21 novembre 1673 – Parigi, 7 marzo 1747) è stato un gesuita, archeologo, numismatico, successivamente trappista e medico francese, uno dei pionieri delle ricerche preistoriche.

## Biografia
Nicolas Mahudel indossò l'abito religioso come gesuita; in seguito, tuttavia, divenne trappista. Studiò medicina a Montpellier; nel 1709 si trasferì a Lione e successivamente si stabilì a Parigi dove rimase fino alla morte.
Nel 1704 divenne membro dell'Académie des sciences, belles-lettres et arts di Lione e nel 1716 venne ammesso alla Académie des inscriptions et belles-lettres.

## Opera
All'inizio del XVIII secolo era viva la controversia intorno alle cosiddette "pietre di fulmine"; si discuteva se fossero state fabbricate dall'uomo o se in realtà si trattasse di fossili. Mahudel presentò all'Académie des Inscriptions, di cui era membro, molte di queste pietre e dimostrò come esse fossero state evidentemente tagliate dalla mano dell'uomo. "Un esame di esse" disse "fornisce la prova degli sforzi dei nostri primi antenati di procurarsi ciò che volevano e di ottenere quanto era necessario per vivere."
Riprendendo parzialmente la tradizionale divisione in quattro età della mitologia classica, contenuta fra le altre nelle opere di Esiodo e Lucrezio, egli ipotizzò la successione di tre età preistoriche, che chiamò età della pietra, età del bronzo ed età del ferro, senza, tuttavia, mettere in discussione il racconto biblico.
Tale teoria fu formulata sulla base della comparazione di vari siti funerari. Egli osservò, infatti, che le sepolture dove si trovavano urne più rovinate generalmente contenevano oggetti di bronzo, mentre i manufatti di ferro erano presenti nelle tombe più recenti.
Il 12 settembre 1734, Nicolas Mahudel lesse un'esposizione del suo lavoro di ricerca in occasione di una seduta pubblica dell'Académie des inscriptions et belles-lettres, nella quale espose per la prima volta il sistema delle tre età. Nei mesi seguenti presentò più volte i risultati delle sue ricerche, ma essi furono rigettati finché nel novembre dello stesso anno essi furono finalmente accettati e pubblicati dall'Accademia nel 1740, con il titolo "Les Monumens les plus anciens de l'industrie des hommes, des Arts et reconnus dans les pierres de Foudres".
Con quest'opera egli ampliò le idee esposte da Antoine de Jussieu, che aveva pubblicato nel 1723 le sue ricerche intitolate "De l'Origine et des usages de la Pierre de Foudre".
A sua volta Nicolas Mahudel influenzò i successivi studiosi europei, ad esempio William Borlase che sviluppò la classificazione delle tre età sulla base delle scoperte effettuate nei siti funerari e sullo studio dei resti archeologici.
Il trappista francese scrisse inoltre su soggetti più vicini nel tempo, quali la storia del cacao e dello zucchero.
S'interessò infine di numismatica e classificò le monete europee. Il suo libro Dissertation historique sur les monnoyes antiques d'Espagne fu pubblicato nel 1725. Queste ricerche influenzeranno successivamente lo storico danese Christian Jürgensen Thomsen che studiò a sua volta la storia delle monete, soprattutto dei bratteati scoperti in Scandinavia.

## Opere
- Les Monumens les plus anciens de l'industrie des hommes, des Arts et reconnus dans les pierres de Foudres (Parigi, 1740)
- Dissertation historique sur les monnoyes antiques d'Espagne (Parigi, 1725]